# Liste der Naturdenkmale in Neuhausen/Spree
Die Liste der Naturdenkmale in Neuhausen/Spree nennt die Naturdenkmale in Neuhausen/Spree im Landkreis Spree-Neiße in Brandenburg.
Diese Liste enthält im Herbst 2016 statt aktueller Naturdenkmale nur solche, die in der von 2007 bis 2016 gültigen Verordnung noch enthalten waren.

In den Spalten befinden sich folgende Informationen:
- Nr.: Identifizierungsnummer nach veröffentlichter Liste. Sie wird von der unteren Naturschutzbehörde des Landkreises oder der kreisfreien Stadt vergeben. Wenn sie bekannt ist, wird sie angegeben. In dieser Spalte kann sich zusätzlich das Wort Wikidata befinden, der entsprechende Link führt zu Angaben zu diesem Naturdenkmal bei Wikidata.
- Bezeichnung: Benennung des Naturdenkmals, in der Regel wird bei Bäume die Baumart genannt. Bekannte Eigennamen werden mit angegeben.
- Gemarkung: Ort oder Gemarkung, in der sich das Naturdenkmal befindet
- Lage: Nennt die Lage des Naturdenkmals im jeweiligen Ortsteil und die geografischen Koordinaten des Naturdenkmals. Link zu einem Kartenansichtstool, um Koordinaten zu setzen. In der Kartenansicht sind Naturdenkmale ohne Koordinaten mit einem roten beziehungsweise orangen Marker dargestellt und können in der Karte gesetzt werden. Denkmale ohne Bild sind mit einem blauen bzw. roten Marker gekennzeichnet, Denkmale mit Bild mit einem grünen beziehungsweise orangen Marker.
- Beschreibung: die Beschreibung des Naturdenkmales
- Schutzzweck: Erläutert den Grund der Unterschutzstellung
- Bild: Zeigt ein Bild des Naturdenkmales und gegebenenfalls ein Link zu weiteren Fotos im Medienarchiv Wikimedia Commons

## Neuhausen/Spree
| Bild                           | Bezeichnung              | Lage                                                                   | Beschreibung                                                             | Schutzzweck | Nummer |
| ------------------------------ | ------------------------ | ---------------------------------------------------------------------- | ------------------------------------------------------------------------ | ----------- | ------ |
| BW                             | Sommerlinde              | Drieschnitz, Breiter Weg 6 (51° 40′ 3,5″ N, 14° 28′ 34″ O)             | Der zweistämmige Baum markierte die Grenze zwischen Gut und Wiese.       |             | [ 3 ]  |
| BW                             | Blutbuche                | Komptendorf, im Park am Hauptweg (51° 41′ 1,9″ N, 14° 28′ 33,9″ O)     | Der Baum hebt sich vom Landschaftspark des ab 1783 errichteten Gutes ab. |             | [ 3 ]  |
| BW                             | Stieleiche (achtstämmig) | Neuhausen, im Park am Hauptweg (51° 40′ 48,4″ N, 14° 24′ 41,8″ O)      | Achtstämmige Stieleiche am Haupteingang der Grünanlage des Schlosses.    |             | [ 3 ]  |
| Weitere Bilder Fotos hochladen | Linde                    | Groß Döbbern, vor Buckower Straße 46a (51° 38′ 58″ N, 14° 19′ 57,6″ O) |                                                                          |             |        |